# Емельянов, Пётр Григорьевич
Пётр Григорьевич Емельянов (27 июня 1923 — 10 апреля 2000) — советский кинооператор. Член КПСС с 1943 года.

## Биография
Пётр Григорьевич Емельянов родился 27 июня 1923 года.
В июне 1941 г. сразу по получении школьного аттестата записался добровольцем на фронт. По окончании краткосрочной школы лейтенантов служил в войсках ПВО, командовал зенитной батареей. В 1943 г. был тяжело ранен и контужен под Орлом, после госпиталя вернулся в свою часть. Прошёл всю войну, дойдя до Берлина в звании старшего лейтенанта. Награждён двумя орденами «Красная Звезда» и медалями.
В 1951 году окончил операторский факультет ВГИКа (мастерская А. Гальперина и А. Головни). Начинал работу на киностудии «Мосфильм». Первая лента — короткометражный фильм «Телеграмма» режиссёра Юрия Щербакова (экранизация одноимённого рассказа К. Паустовского). Долгие годы сотрудничал с режиссёрами Владимиром Краснопольским и Валерием Усковым. Был оператором двух ранних фильмов Анатолия Эфроса — «Високосный год» и «Двое в степи».
Заслуженный деятель искусств РСФСР (1974), Лауреат Государственной премии СССР за участие в съёмках телевизионного фильма «Вечный зов» (1979).

## Фильмография

##### Оператор-постановщик
- 1954 — Великий воин Албании Скандербег
- 1957 — Телеграмма
- 1959 — Три рассказа Чехова
- 1959 — В нашем городе
- 1960 — Хлеб и розы
- 1960 — Месть
- 1961 — Високосный год
- 1962 — Двое в степи
- 1965 — Таёжный десант
- 1967 — Стюардесса
- 1968 — Времена года
- 1969 — Неподсуден
- 1971—1973 — Тени исчезают в полдень
- 1973—1983 — Вечный зов
- 1979 — Отец и сын